# Eva Jessye
Eva Jessye (Lawrence, Kansas, 20 de enero de 1895 – Ann Arbor, Míchigan, 21 de febrero de 1992) fue una directora de música coral estadounidense, la primera afroamericana en recibir reconocimiento internacional por su trabajo en el campo de la dirección de coros musicales. Destacó por su trabajo en la época del Renacimiento de Harlem, creando una agrupación coral propia. Con una influencia profesional que se extendió a lo largo de varias décadas, consiguió logros en su campo nunca antes obtenidos por una mujer. Durante su carrera colaboró en diversas producciones revolucionarias, dirigiendo su coro y trabajando con Virgil Thomson y Gertrude Stein en Cuatro santos en tres actos (1933), y siendo directora musical con George Gershwin en la innovadora ópera de este, Porgy y Bess (1935).

## Biografía
Nacida en Lawrence (Kansas), estudió en la Western University, una universidad históricamente negra de Kansas, y en la Universidad Langston de Oklahoma. Posteriormente cursó estudios privados con Will Marion Cook en Nueva York. 
En 1919 Jessye empezó a trabajar como directora de coro en la Universidad Estatal de Morgan de Baltimore, aunque durante un tiempo volvió al oeste para enseñar en una escuela de la  Iglesia Episcopal Metodista Africana en Oklahoma. En 1926 se encontraba nuevamente en Baltimore, donde empezó a actuar de manera regular con su grupo, el "Eva Jessye Choir", al que en un principio había llamado "Original Dixie Jubilee Singers". Sin embargo, como otras formaciones utilizaban el nombre Dixie Jubilee Singers, ella decidió cambiarlo. 
Ella y su grupo se trasladaron a Nueva York, donde actuaron con frecuencia en el Capitol Theatre, teatro en el cual Eugene Ormandy dirigía la orquesta. También actuaron en las emisoras radiofónicas NBC y WOR (AM) de Nueva York en los años 1920 y 1930, y grabaron para los sellos Brunswick Records, Columbia Records, y Cameo Records. 
En 1929 Jessye fue a Hollywood como directora de coro para el film de MGM Hallelujah!, el cual tenía un reparto de actores negros dirigidos por King Vidor. Fue alabada por los miembros de la prensa negra cuando se quejó de las prácticas discriminatorias que hubo de observar en el rodaje del film.
En Nueva York, Jessye trabajó con creativos equipos multirraciales en producciones revolucionarias que experimentaban con la forma, la música y las historias. En 1933 dirigió a su coro en la ópera de Virgil Thomson y Gertrude Stein Cuatro santos en tres actos, producida para ser representada en el circuito de Broadway, y en 1935 George Gershwin la eligió como directora musical de su ópera Porgy y Bess.
En 1927 Jessye publicó My Spirituals, una colección de sus arreglos de música espiritual, junto con historias de su vida en el sureste de Kansas. 
Jessye también compuso obras corales propias:
- The Life of Christ in Negro Spirituals (1931);
- Paradise Lost and Regained (1934)
- The Chronicle of Job (1936).

Estas obras combinaban espirituales, narrativa religiosa o textos bíblicos, y composiciones orquestales. 
Defensora activa del Movimiento por los derechos civiles en Estados Unidos, Jessye y su coro participaron en 1963 en la Marcha sobre Washington por el trabajo y la libertad. 
Activa pasados los ochenta años de edad, ella dio clases en la Universidad de Míchigan. Además, donó su extensa colección de libros, partituras, obras de arte y otro material, que formó la base de la colección de música afroamericana de la universidad.
Eva Jessye falleció en Ann Arbor, Míchigan, en 1992. Fue enterrada en el Cementerio Forest Hill de dicha localidad.